# パティシエ

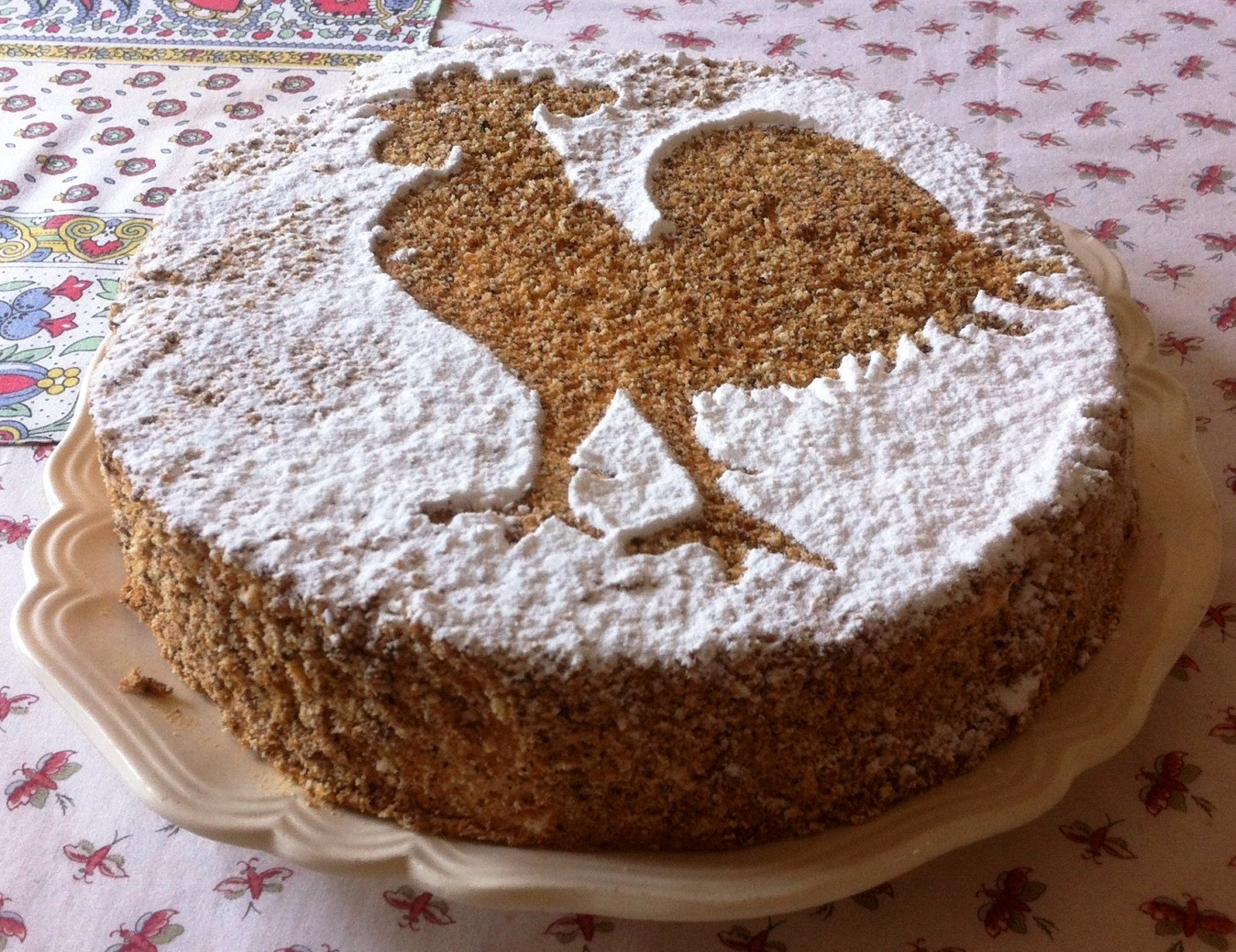

パティシエ（仏: pâtissier、女性単数形：pâtissière）とは菓子製造人。洋菓子やデザートを作る職人である。女性形はパティシエール（pâtissière。“e”が追加されて“r”も発音される字となる）となる。「パティシェ」は誤記。
作られた菓子を総称してパティスリーと呼ぶこともある。

## 概要
パティシエと呼ばれる菓子職人が作る菓子・デザートなどは、味のおいしさだけでなく、見た目にも配慮されており、芸術作品を思わせるものもある。
欧州（特にドイツ）では女性に人気のある職業であり、パティシエの半数は女性で占められている。しかし、フランスでは女性がこの職業に携わることは少ない。なお、フランスでは国家資格（免許ではなく、バリスタやソムリエ同様に知識・技能がそう名乗るに相応しいと認められる）であり、フランスにおけるパティシエは、日本における医師に匹敵する社会的地位を持つ。　　
パティシエの仕事は、長時間の立ち仕事で細かい作業から力仕事までこなさなければならない。子どもが将来なりたい職業として女児に人気であるが、このような面があるため男性の方が多くなっている。一方でショコラティエはパティシエと比較して、体力的な負担が少ないため女性も多くなっている。
2004年度の統計によると、日本のパティシエの人数は年々減少傾向にあり、特に男性が減少しているという。それに代わるように女性の進出が目立つようになり、最近ではオーナーからスタッフまで全員が女性という菓子店も珍しくなくなってきている。

## 歴史

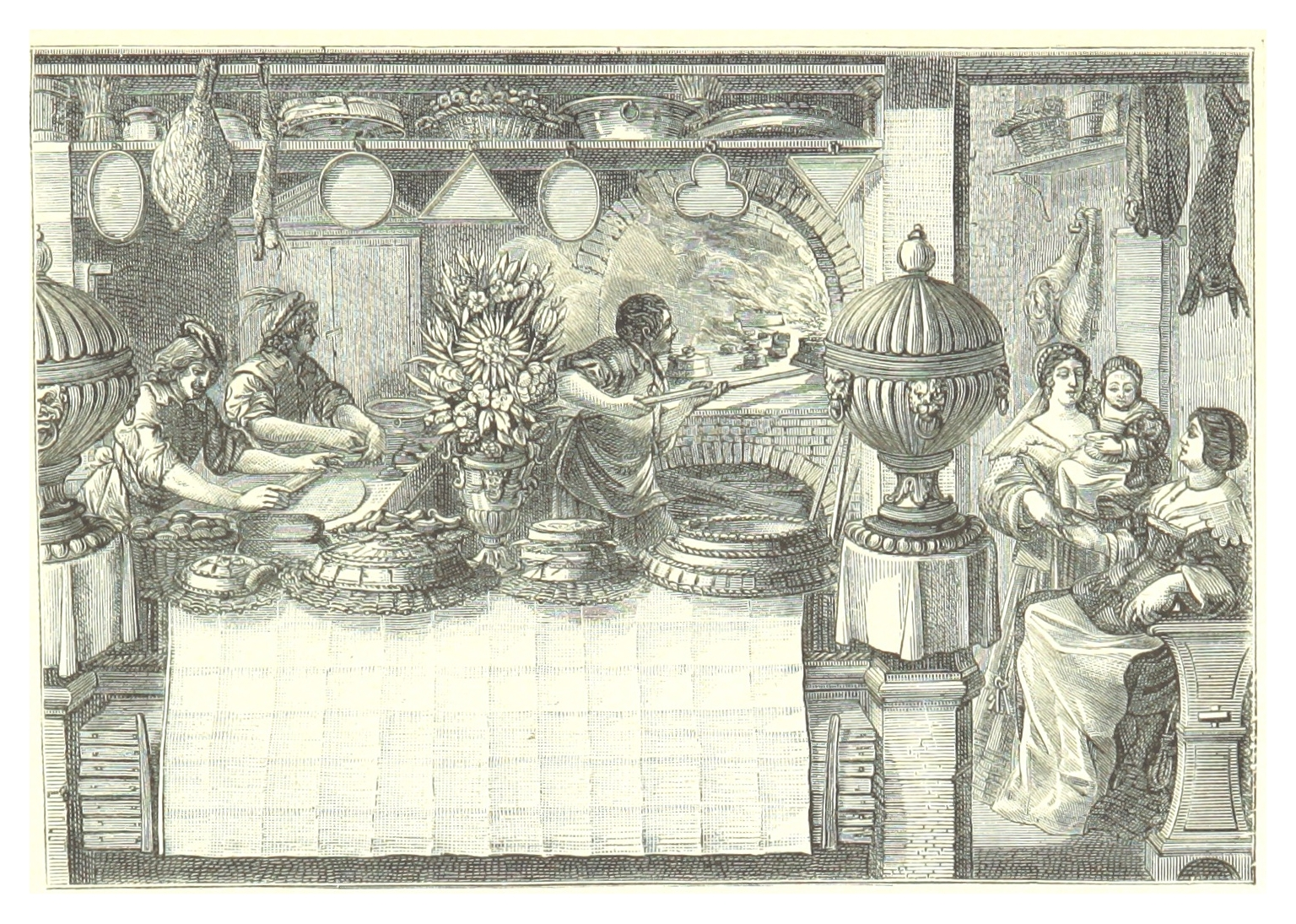
アブラハム・ボス「菓子職人」

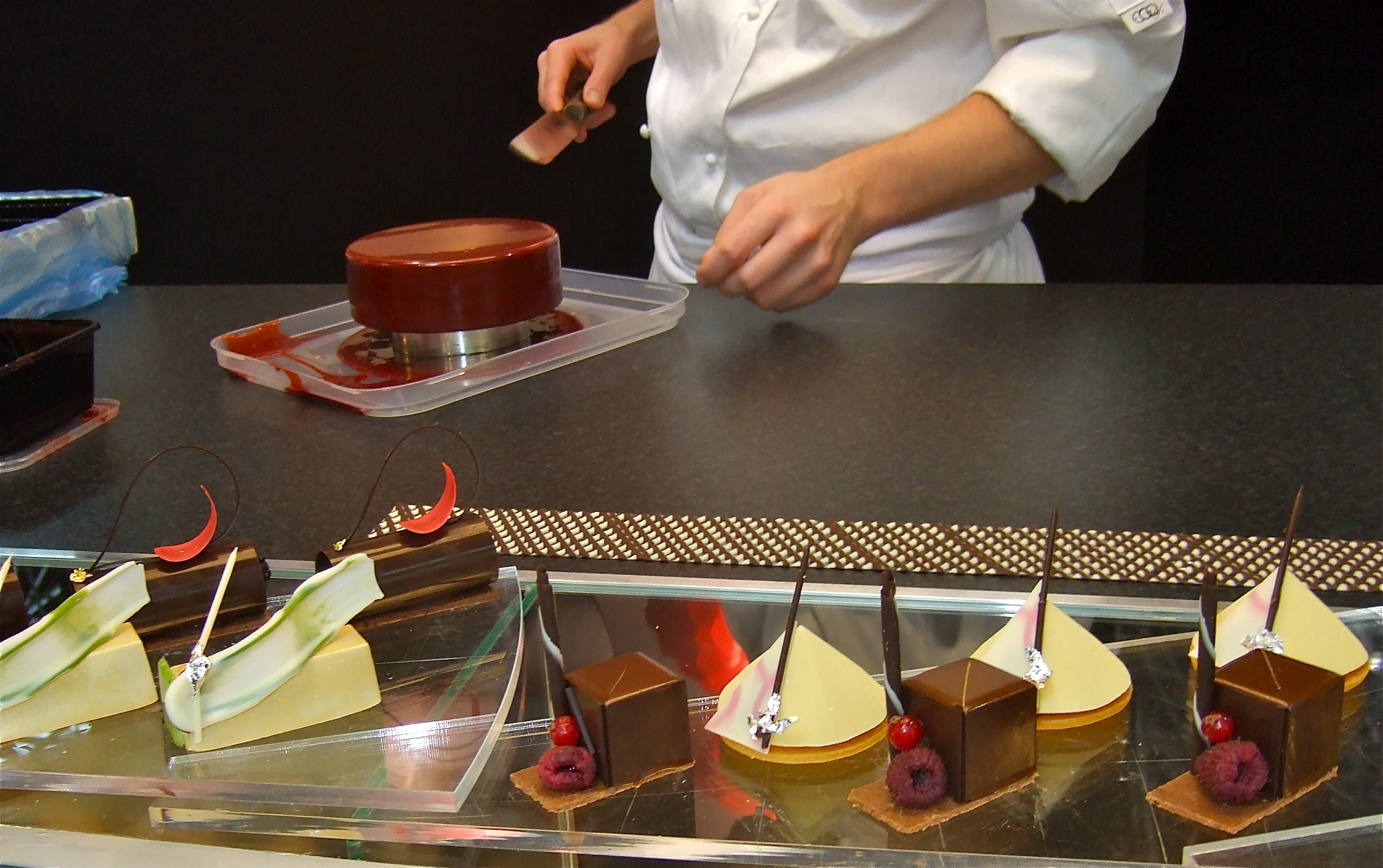

中世のフランスで、聖体拝領用のパンや焼き菓子を作る職人であるオブロワイエが、器やパイ生地などに肉や魚を詰めて焼く料理、パテ料理を作る仕事にも従事するようになり、パスティ（挽肉などの詰め物料理）を作る者（パスティシエ）に分化し、やがてパティシエになったと言われている。
1440年のパリ奉行による身分規定の中にパティッシエという職業が記録されている。当時は各々の職業区分と業務内容に対する制約が強く、パン屋には砂糖を使った菓子を焼くことは禁止されており、菓子作りはパティシエの特権とされていた。パティッシエになるには徒弟として5年修行を経た後、試験に合格すれば職人の位になり、更に3年働いた後に組合に「親方昇級作品」を提出し合格する必要があった。店主の息子は希望すれば徒弟の期間は免除された。こうした組合制度はルイ16世の時代まで続いた。フランス革命の後、社会制度が大きく変動するとともに多くのパティシエは菓子作り専業となったが、今日のパティシエの認可制度にも親方による実地教育といった徒弟制度の名残りがある。
日本でこの語が使用され始めたのは2000年前後と思われる。主に「スイーツ」と呼ばれる洋菓子やデザートを作る職人の名称となっていて、和菓子職人をパティシエと呼ぶことはない。

## 資格制度

### フランス
フランス語圏では以下の国家資格となっている。
- 資格レベルIII（最上級）
  - Brevet de maîtrise (ブルベ・ド・マイトリス、BM) -  Pâtissier confiseur glacier traiteur
- 資格レベルIV（中級）
  - 職業バカロレア(BAC) パティシエ
  - Brevet technique des métiers (ブルベ・テクニーク・ド・メティエール、BTM) Pastry catering confectioner Glacier
- 資格レベルV（初級）
  - 職業適性証(CAP) パティシエ
  - 補充資格 (MC) -  Pastry baker or pastry confectionery & chocolate ice cream specialty

### スイス
- Certificat fédéral de capacité（CFC） -  Baker-baker-confectioner

### 日本
日本では職業訓練指導員 (パン・菓子科)、菓子製造技能士、製菓衛生師資格が存在する。

## 著名なパティシエ
国家最優秀職人章(MOF)受賞者も参照
- フィリップ・コンティシーニ - 国家功労勲章シュヴァリエ
- ルイ=エルネスト・ラデュレ

## パティシエが登場する作品
- アンと青春
- アントルメティエ
- お菓子職人の成り上がり～天才パティシエの領地経営～（月夜涙作、落合ヒロカズコミック版作画）
- おかしな転生
- キラキラ☆プリキュアアラモード
  - 映画 キラキラ☆プリキュアアラモード パリッと!想い出のミルフィーユ! - キラキラ☆プリキュアアラモードの映画作品
- ケーキ ケーキ ケーキ（萩尾望都画、一ノ木アヤ原作）
- 西洋骨董洋菓子店
- 前略、パリは甘くて苦いです。（にしうら染作）
- パティシエール!
  - ダブルパティシエール! - パティシエール!の続編。
- パティシエさんとお嬢さん（銀泥作）
- パティシエなにゃんこ
- バンビ〜ノ!
- ふわふわパティスリー（甘党作）
- 迷い猫オーバーラン!
- まれ
- も〜っと! おジャ魔女どれみ
- 夢色パティシエール
- 私の名前はキム・サムスン